# Kandrich

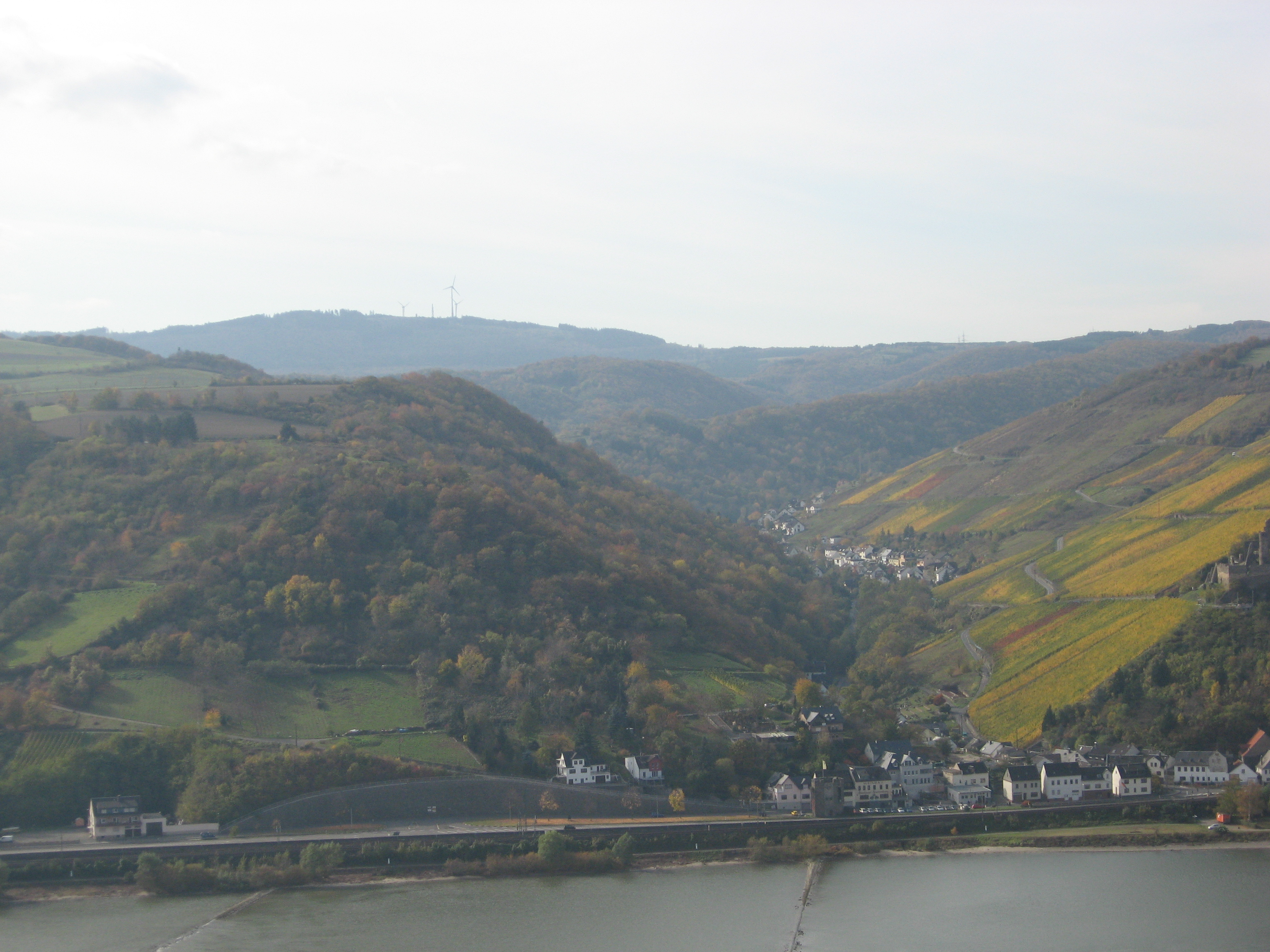
Blick über den Rhein, Rheindiebach und Oberdiebach zum Kandrich

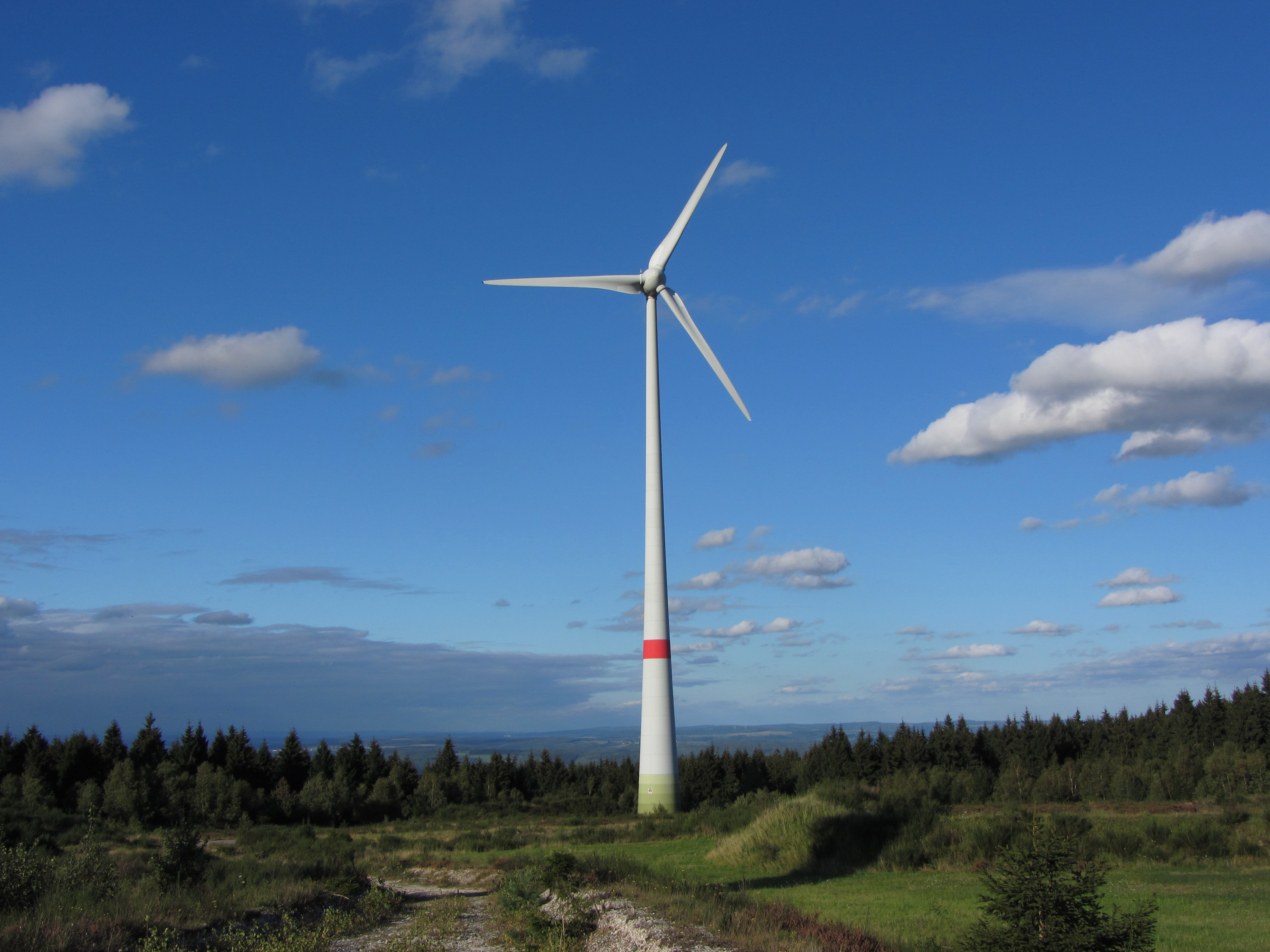
Kandrichplateau mit WKA (Typ E-70); Blick nach Nordosten zum Rhein

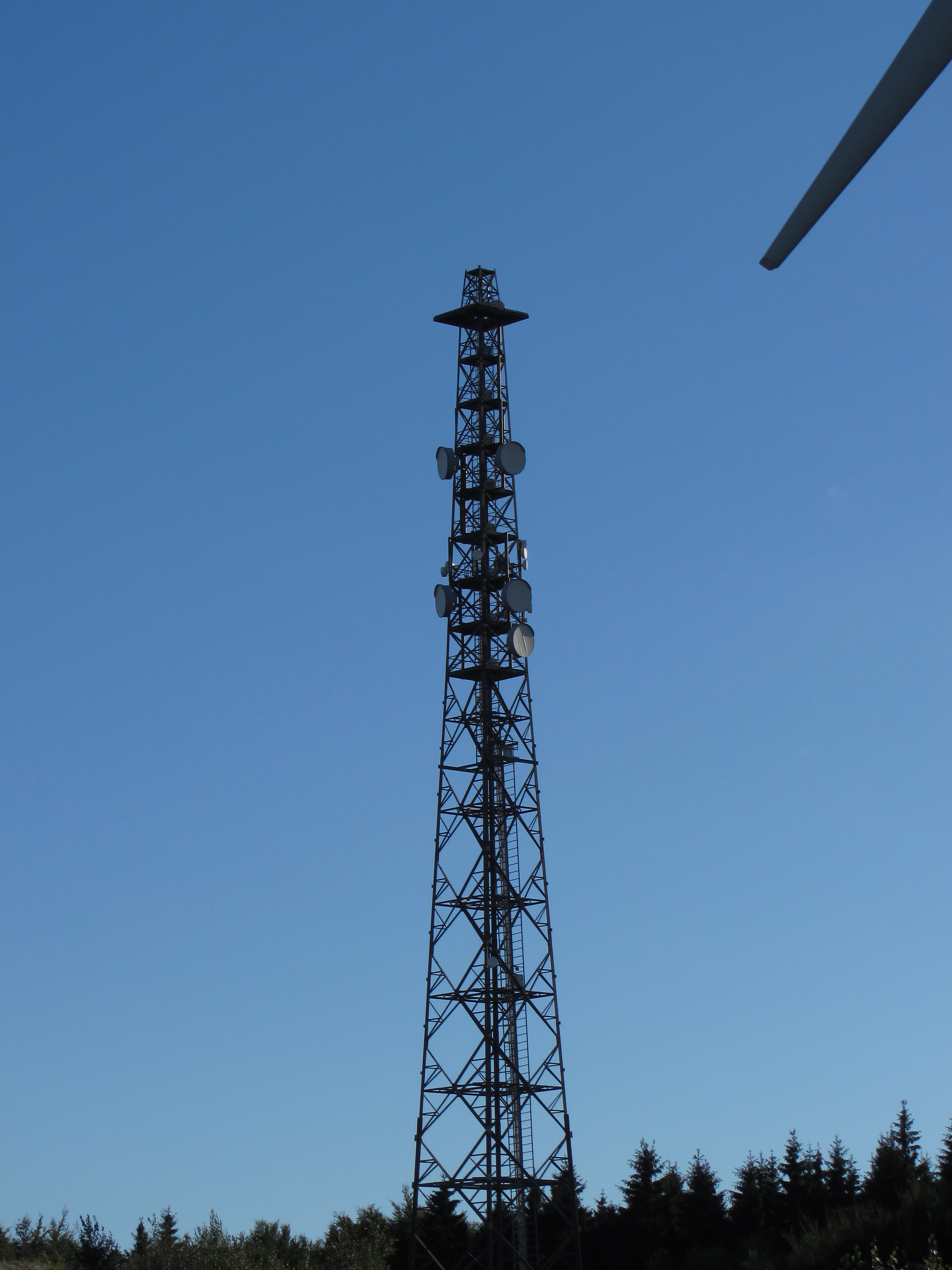
Sendemast

Der Kandrich nahe Daxweiler im rheinland-pfälzischen Landkreis Bad Kreuznach ist mit 638,6 m ü. NHN die höchste Erhebung im Binger Wald.

## Geographie

### Lage
Der Kandrich liegt im Nordzipfel des Landkreises Bad Kreuznach und gehört zum Gemeindegebiet von Daxweiler. Er befindet sich etwa 3,5 km nordnordwestlich dieser Ortsgemeinde und 3,7 km nordnordöstlich von Seibersbach. Im benachbarten Rhein-Hunsrück-Kreis liegen das 3 km entfernte Dichtelbach im Nordwesten und das 4,2 km entfernte Rheinböllen im Westnordwesten (je Luftlinie). Südwestlich vorbei am Berg verläuft der Nahe-Zufluss Guldenbach. Der Nordostausläufer des Kandrichs ist der Ohligsberg (604,1 m) und sein Südwestausläufer der Hammerberg (583,6 m).
Auf dem Berg liegen Teile des Landschaftsschutzgebiets Rheingebiet von Bingen bis Koblenz (CDDA-Nr. 323852; 1978 ausgewiesen; 403,28 km²).

### Naturräumliche Zuordnung
Der Kandrich gehört in der naturräumlichen Haupteinheitengruppe Hunsrück (Nr. 24) und in der Haupteinheit Soonwald (240) zur Untereinheit Binger Wald (240.0).

## Militärische Nutzung
Die militärische Nutzung des Kandrich begann am 20. Mai 1963. Durch die US-Streitkräfte wurde auf der Nordseite des Kandrich eine Flugabwehreinheit mit Nike-Hercules-Raketen stationiert.
Am Fuße des Kandrich entstand eine Raketenstation, in etwa der Mitte des Berges ein Kasernengebäude und auf dem Bergkopf eine Radarstation. Diese Einheit wurde außer Dienst gestellt und die komplette Anlage im Oktober 1982 geschlossen.
Als Schutz für die neu aufgestellte Wüschheim Air Station wurde ab 1986 auf dem Kandrich von der U.S. Army eine Flugabwehrraketenstellung mit MIM-104 Patriot-Flugabwehrraketen stationiert.
Für die Lagerung der Raketen wurden acht Hardened Aircraft Shelter auf dem Gipfel gebaut.
Auf Grund der allgemeinen Entspannung zwischen den Machtblöcken (Kalter Krieg) und der damit verbundenen Abrüstung wurde die Einrichtung 1991 aufgegeben.
Die militärische Ausrüstung wurde zurückgebaut und die gesamte Anlage am 3. September 1992 an die Bundeswehrverwaltung übergeben.
Die ehemalige Kaserne und die Raketenstation wurde als Mobilmachungsstützpunkt umgebaut und von der Bundeswehr bis 2006 genutzt.

## Windpark und Sendemast
Auf dem unbewaldeten Gipfelplateau und dem Ohligsberg befindet sich ein großer, in den letzten Jahren stetig weiter gewachsener Windpark. Die erste Anlage vom Typ Enercon E-66/15.66 mit 1,5 Megawatt (MW) Nennleistung wurde am 17. August 1999 offiziell von der GEDEA-Ingelheim GmbH & Co. WKA Ingelheimer Wald / Kandrich KG (kurz: Kandrich KG) in Betrieb genommen, die zweite Anlage des Typs Enercon E-66/18.70 am 19. Oktober 2000. Diese besitzt eine im Vergleich zur älteren Anlage gesteigerte Nennleistung von 1,8 MW. Im Oktober 2005 ging die dritte Anlage vom Typ Enercon E-70 in Betrieb. Alle drei Anlagen wurden von der Gedea-EnergieMix GmbH & Co Windkraftanlagen Ingelheimer Wald / Kandrich KG errichtet.
Im August 2012 wurde mit der Erweiterung des Windparks mit zunächst zwei Enercon E-101 begonnen. Diese Anlagen besitzen eine Nennleistung vom 3,05 MW und überragen mit insgesamt 185 Höhe die drei älteren Anlagen deutlich. Im Frühjahr 2013 wurden diese ebenfalls von der Kandrich KG errichteten und betriebenen Anlagen fertiggestellt. Geplant waren ursprünglich Anlagen des Typs Enercon E-126, der weltweit leistungsstärksten Serienanlage, welche im benachbarten Windpark Ellern verwendet werden, ein wirtschaftlicher Betrieb mit Anlagen dieser Größe am Kandrich stellte sich jedoch als nicht rentabel dar.
Anfang 2013 startete der Bau von weiteren zwei Enercon E-101, die jedoch im Gegensatz zu den bereits fertiggestellten eine größere Nabenhöhe von 149 m besitzen. Sie gehörten zu den ersten gebauten Anlagen des Typs mit dieser Nabenhöhe.
Die größte Erweiterung fand jedoch 2014 statt. Im als Gemeinschaftswindpark ausgewiesenen Windpark Kandrich wurden von der GEDEA-Ingelheim GmbH, Thüga erneuerbare Energien und dem regionalen Energieversorger Rheinhessische Energie- und Wasserversorgungs-GmbH insgesamt neun weitere Anlagen der Enercon E-101 errichtet. Diese Erweiterung ging am 31. Juli 2014 offiziell in Betrieb. Dieses Projekt wurde in Zusammenarbeit mit den kommunalen Partnern Stadt Ingelheim, Stadt Bingen und Gemeinde Oberdiebach erfolgreich realisiert.
Auf dem Kandrich stehen nun 16 Windkraftanlagen mit 44,6 MW Gesamtleistung.
Außerdem steht rund 60 m südwestlich des Berggipfels ein Sendemast (⊙).

## Verkehr und Wandern
Im unteren Bereich der Südwestflanke des Kandrichs führt oberhalb des Guldenbachs die Bundesautobahn 61 entlang. Jenseits davon verläuft die Landesstraße 214 (Rheinböllen–Stromberg), von der die über die Westflanke verlaufende Kreisstraße 35 (Rheinböllerhütte–Dichtelbach) abzweigt. Von Dichtelbach aus kann man auf Waldwegen zum Gipfelplateau spazieren.
Von Waldalgesheim aus kommend führt die K 29 überwiegend nordwestwärts zum nahe dem Salzkopf befindlichen Forsthaus Lauschhütte, wo sie auf 583,4 m Höhe nach Süden abknickt und kurz darauf in die südsüdwestwärts nach Daxweiler verlaufende K 36 übergeht. Von der Lauschhütte hat man nach Westen eine etwa 3,5 km lange Waldwegstrecke bis zum Gipfel zurückzulegen. Von dem Forsthaus führen ausgeschilderte Wege unter anderem auch zum Salzkopf.
Nordöstlich vorbei am Kandrich und am Ohligsberg führt der Europäische Fernwanderweg E8.

## Rezeption
Nach einer 1862 in der Novelle Schein oder Sein von Gustav Pfarrius (1800–1884) literarisch umrissenen Theorie verschrieb der wahrscheinlich auf der Fustenburg beim nahen Stromberg gebürtige Johann Georg Sabellicus Faustus (um 1480–um 1541) – das historische Urbild des Dr. Faust – seine Seele dem teuflischen Mephistopheles in der Bergeinsamkeit des Kandrichs.